# プトレマイオス図

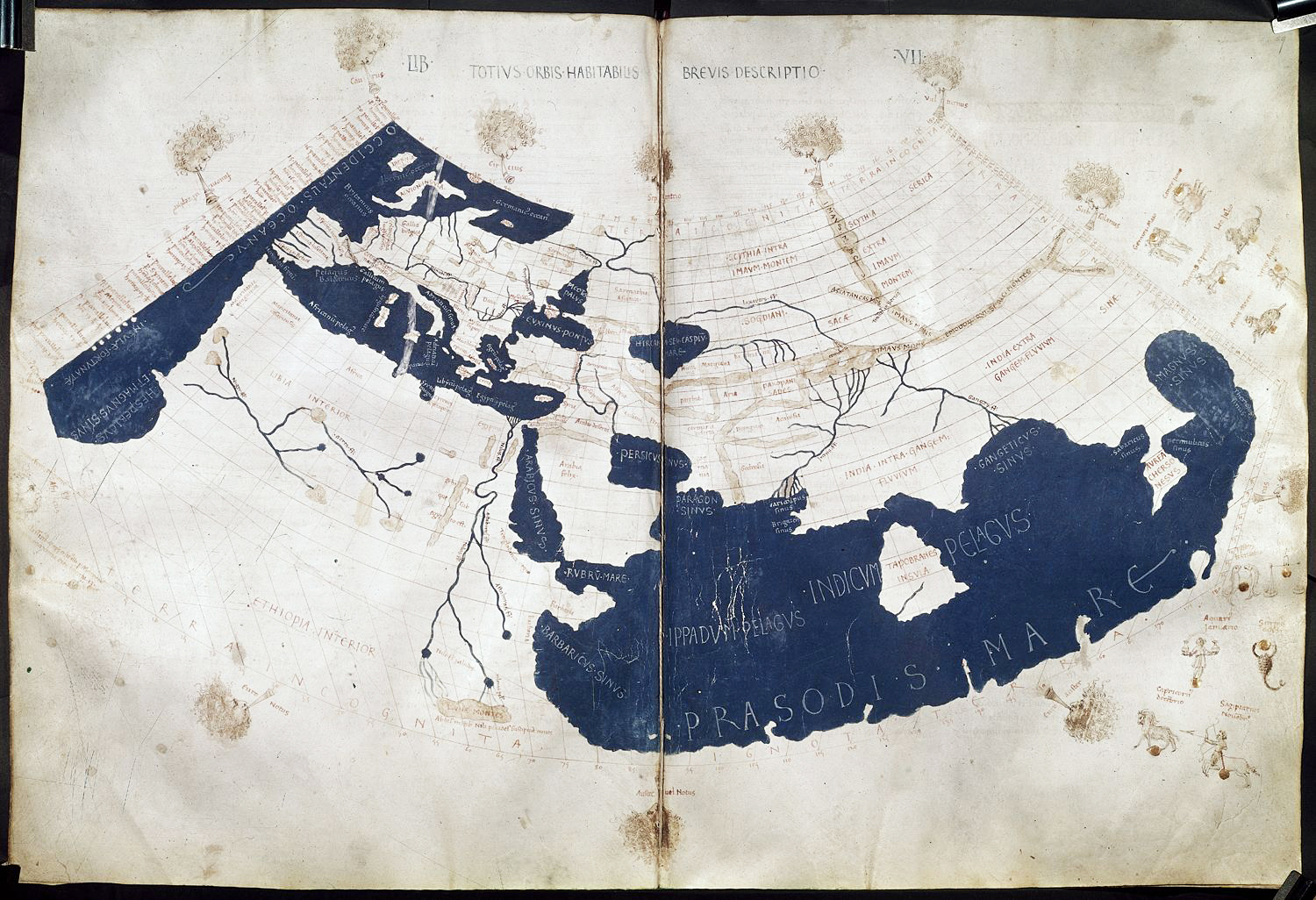
プトレマイオスの世界地図。150年頃にプトレマイオスが著した『地理学』を基にして15世紀に再構成された。プトレマイオスが考案した正距円錐図法で描かれている。"Taprobane"（セイロン島、現在より大きい）と "Aurea Chersonesus"（インドシナ半島）を越えた右端に "Sinae"（中国）が描かれている。

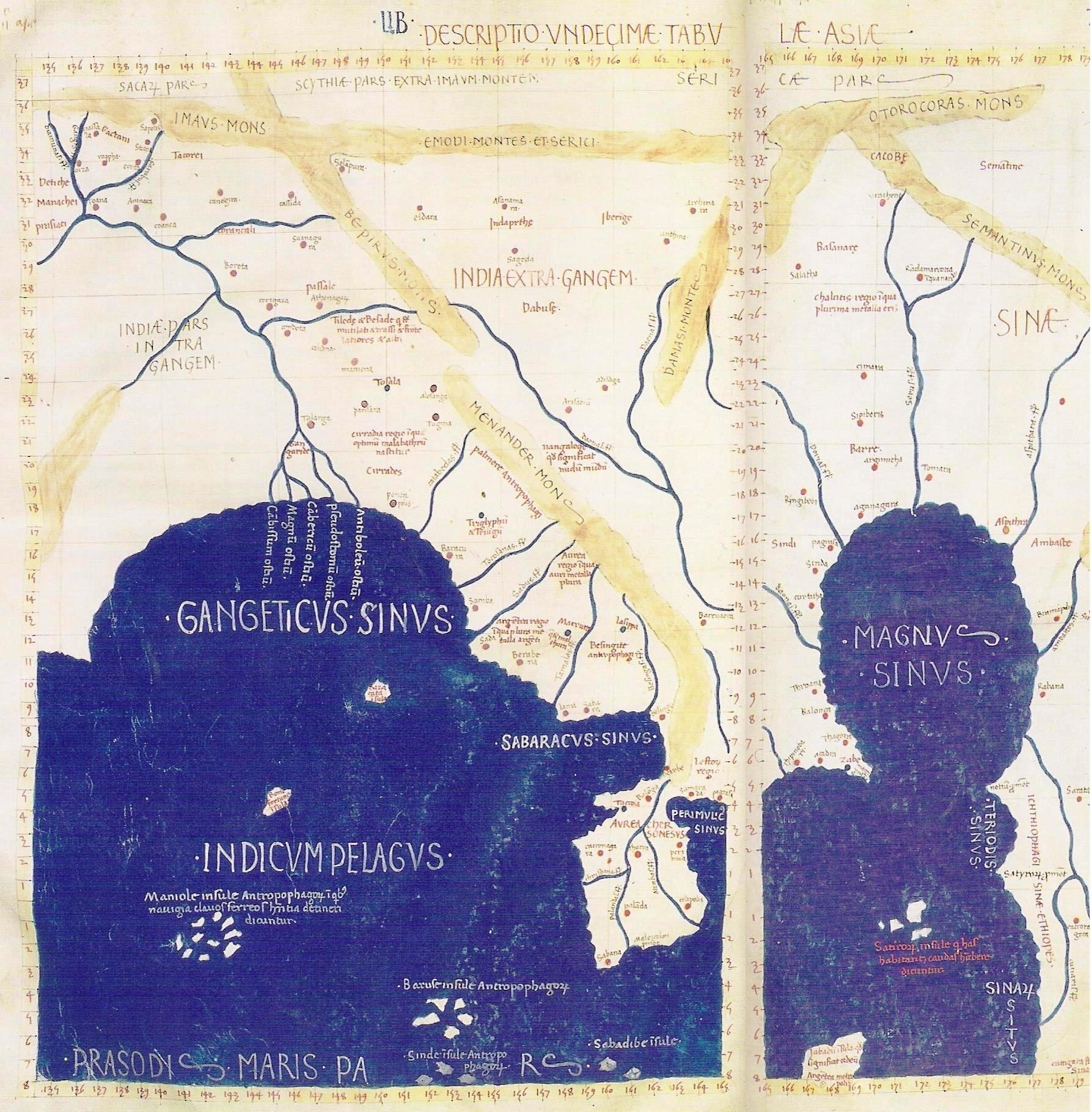
プトレマイオス図の東アジアおよび東南アジアの詳細。ガンジス川の河口（ベンガル湾）が左に、インドシナ半島が中央に、南シナ海が右にあり、"Sinae"（中国）という表記が見える。

プトレマイオス図（プトレマイオスず、英: Ptolemy's world map）は、2世紀のローマ帝国で既知となっていた世界を表した地図である。
これはプトレマイオスが150年頃に著した『地理学』 (ゲオグラフィア、羅: Geographia) に含まれる記述をもとに作られている。

## 概要
『地理学』には世界地図1図と地方図26図が付けられていたが、プトレマイオス自身が作成したそれらの地図はのち失われ、現在は見つかっていない。しかし『地理学』には当事の世界の様々な場所について多くの手がかりが含まれており、その殆どとなる約8000箇所に座標情報がついている。『地理学』が1300年頃に再評価された際、その座標情報を使い、地図製作者はプトレマイオスの世界像を再構成することができた。現存する最古のプトレマイオス図は、12-13世紀に制作されたギリシャ語表記のものである。
プトレマイオスと彼の地図の最も重要な貢献は、経緯度線を使用したこと、地理的位置を天体観測によって特定したことであろう。彼の『地理学』が9世紀にギリシャ語からアラビア語へ翻訳され、そののち15世紀はじめに西欧でラテン語へ翻訳された時、全球的な座標体系という考えは中世イスラムとヨーロッパの地理学的思考に革命をもたらし、それに科学的・数的な裏付けを与えることになった。

## 内容
カナリア諸島を経度0度として東へ180度、南北は赤道を挟んで80度がカバーされる。ただし東西は実際より長く見積もられている。これは当時は精巧な時計が無く、経度の測定が困難だったためと考えられる。
地図には2つの大きな内海が認められる。一つは地中海であり、もう一つは東が南シナ海 (Magnus Sinus) まで広がるインド洋 (Indicum Pelagus) である。（描かれている）主な地域にはヨーロッパ、中東、インド、セイロン島 (Taprobane)、インドシナ半島 (Aurea Chersonesus, もしくは "黄金半島")、さらにその先に中国 (Sinae) がある。ほか、地図の特徴として以下を挙げることができる。
- 赤道以南のアフリカが東に延びて、東南アジアと陸続きになっている。
- セイロン島がかなり大きく描かれている。
- インドにデカン高原が無い。
- カスピ海が東西に長い。
- ナイル川の源流を「月の山脈」としている。

## 評価
プトレマイオス図は当時高く評価されたとは言えず、これは実学を重視するローマの風潮が影響していると考えられる。しかしイスラム世界においては、プトレマイオスの地理学的業績の摂取が見られた。例えば9世紀のムハンマド・イブン・ムーサー・アル＝フワーリズミーが著した『大地の形態』は、『地理学』に倣った経緯度情報の集大成であり、その編纂に際してはプトレマイオス図の改訂も行われたであろう。（具体的にはアラル海の表示や、アフリカと東南アジアの分離など。なおフワーリズミーは、ギリシャ文献の翻訳を奨励したアル＝マアムーンによる子午線弧の測地測量事業に参加したとみられている。）
ルネサンス期に至り、ヨーロッパにおいてプトレマイオス図の再評価が起こった。これはイスラム圏を通じての紹介もあるが、13世紀以降オスマン帝国の進出によってビザンチンからイタリアへ逃れた人々が多数のギリシャ古典書をラテン世界へ持ち込んだことによる。
1406年、ヤコポ・アンジェロ・ダ・スカルペリア (it:Jacopo d'Angelo) によって『地理学』はラテン語訳された。同じくしてプトレマイオス図もビザンチンの手写本を通じて伝えられ、大きな反響を得た。15世紀後半に活版印刷が発達すると、プトレマイオス図は1477年にイタリアのボローニャで初めて銅板印刷され、以降は銅板や木版でヨーロッパに広く普及した。
プトレマイオス図は単なる復刻に留まらず、新しい知見に応じた新図（タブラ・モデルナ）を加えた増補・改訂も行われた。例えば以下のようなものがある。
- 1427年にクラヴスは、プトレマイオス図でスカンディア島とされていたものをスカンディナビア半島に改めた[6][9]。
- 1482年にドヌス・ニコラウス・ゲルマヌス（英語版、ドイツ語版） (Donnus Nicolaus Germanus) は、トゥーレをオイクメネの北限としたプトレマイオス図に対し、それ以北の北海を描いた。また、グリーンランドをヨーロッパから伸びる半島として描いた[9]。

15世紀末からは大航海時代が始まり、プトレマイオス図に無い新大陸の発見、旧世界での探検航海や植民地開発などがすすんだ。これらの情報を伝えるメディアとして、プトレマイオス図の系統に属さない地図が制作されるようになっていったが、16世紀半ばまではプトレマイオス地図学の継承と敷衍が、ヨーロッパにおける地図学の中心課題であり続けた。
デンマークの歴史家 Gudmund Schütte (1872-1958) は、プトレマイオス図のデンマークに相当する部分の再構成を試みた。この派生地図にはいくつかの地名・部族名が含まれており、その一部は現在のそれに対応するものとして解釈可能である。

## 画像
|  |